# 正木村 (岐阜県羽島郡)
正木村（まさきむら）はかつて岐阜県羽島郡に存在した村である。
現在の羽島市北東部、木曽川沿いの地域であり、現在の羽島市正木町○○である。正木村の北部は旧羽栗郡。南部は旧中島郡である。
村名は、この地域の輪中の名（正木輪中）に由来する。

## 歴史
- かつてこの地域は尾張国葉栗郡・中島郡であったが、1586年（天正14年）の大洪水により木曽川の流れが大きく変わり、この地域は美濃国に編入され、羽栗郡・中島郡となる。
- 江戸時代後期、この地域は天領、旗本領、尾張藩領の混在地域であった。
- 1897年（明治30年）4月1日[1] - 羽栗郡と中島郡と合併して羽島郡となる。
- 1897年（明治30年）4月1日 - 旧羽栗郡の3箇村（南及村、光法寺村、森村、坂丸村）と、旧・中島郡の6箇村（不破一色村、大浦村、曲利村、新井村、須賀村、三ツ柳村）が合併し、正木村になる。
- 1954年（昭和29年）4月1日 - 足近村、小熊村、竹ヶ鼻町、上中島村、下中島村、江吉良村、堀津村、福寿村、桑原村と合併し羽島市が発足。同日正木村廃止。

## 交通機関
- 名古屋鉄道竹鼻線
  - 須賀駅・不破一色駅

## 学校
- 正木村立正木小学校（現・羽島市立正木小学校）
- 正木村足近村小熊村組合立羽島中学校（現・羽島市立羽島中学校）※所在地は足近村。

## その他
- 岐阜県には、かつて方県郡にも「正木村」が存在した。1890年（明治22年）に合併で鷺山村になった後、1935年（昭和10年）に岐阜市に編入されている。現在の岐阜市正木付近である。